# Premi Balzan
El Premi Balzan l'atorga cada any d'ençà del 1961 la Fundació Internacional Balzan a científics i artistes de tot el món que destaquen per les seves contribucions als camps de les Ciències i les Arts. Entre els guardonats es troben Paul Hindemith, György Ligeti, Jorge Luis Borges, Karlheinz Böhm o el català Joan Martínez Alier.
La fundació, amb seu a Milà i Zúric fa honor al periodista italià Eugenio Balzan (1874-1953). La seva filla, Ángela Balzan, va crear la fundació el 1957 a Lugano (Suïssa), amb l'herència del seu pare.
Eugenio Balzan va treballar inicialment com a periodista per al Corriere della Sera, del que seria més tard director i copropietari. El 1933 va abandonar Itàlia com a resistència contra el feixisme, que amenaçava la independència del Corriere. Fins a la seva mort el 1953 va residir a Suïssa.
El 1961 es va lliurar el primer Premi Balzan a la Fundació Nobel. D'ençà del 1979 es lliuren els premis de la ciència de forma anual. Cada 3-7 anys es lliura de forma addicional un Premi Balzan, dotat amb un milió de francs suïssos per a la pau, humanitat i germanor entre els pobles. El primer Premi Balzan de la Pau el va rebre Joan XXIII, el 1962, i el segon la Mare Teresa de Calcuta el 1978, qui un any més tard rebria el Premi Nobel de la Pau.
Els guardonats així com les àrees de recerca dels premis les determina un comitè internacional al qual pertanyen 19 personatges de ciències i lletres. El 2010 es van concedir els premis Balzan en les divisions següents: a la història del teatre en totes les seves formes d'expressió, a la història d'Europa (1400–1700), a les matemàtiques pures o aplicades així com a la biologia i l'aplicació potencial de cèl·lules mare.
Els premis s'atorguen de forma anual i alternativa a l'Acadèmia Nazionale dei Lincei, a Roma, i al Parlament de Suïssa, a Berna. El patrimoni de la fundació s'administra a Zuric, Suïssa.
El premi Balzan, gràcies a la seva dotació econòmica així com la seva serietat científica, és un dels premis a la ciència més importants del món. A diferència d'altres guardons, el premi Balzan es lliura cada any a una àrea diferent.
- Quantitat de premis: màxim de 4 premis a l'any[3]
- Dotació econòmica: cada premi 750.000 francs suïssos; el premi a la pau es lliura cada 3-7 anys i està dotat amb 1 milió de francs suïssos.
- Àrees: 2 als camps de les ciències humanes i socials, així com art; 2 al camp de les ciències naturals, física, matemàtiques i medicina.[3]
- Foment de les generacions futures: Des del 2001 els guardonats han de cedir la meitat del premi a projectes de recerca de noves generacions en la seva especialitat.

## Guardonats[4]

### 1961
- Fundació Nobel (SE) – Humanitat, pau i fraternitat entre els pobles.

### 1962
- Andrei Nikolajewitsch Kolmogorow (URSS) – Matemàtiques
- Karl von Frisch (AUT) – Biologia
- Joan XXIII (IT) – Humanitat, pau i fraternitat entre els pobles
- Paul Hindemith (ALE) – Música
- Samuel Eliot Morison (EUA) – Història

### 1978
- Mare Teresa de Calcuta (AL) – Humanitat, pau i fraternitat entre els pobles

### 1979
- Ernest Labrousse (FR) i Giuseppe Tucci (IT) – Història
- Jean Piaget (SUI) – Ciències socials i polítiques
- Torbjörn Caspersson (SE) – Biologia

### 1980
- Enrico Bombieri (IT) – Matemàtiques
- Hassan Fathy (EG) – Arquitectura i planificació urbana
- Jorge Luis Borges (AR) – Filologia, lingüística i crítica literària

### 1981
- Dan McKenzie (GB), Drummond Hoyle Matthews (GB) i Frederick Vine (GB) – Geologia i geofísica
- Josef Pieper (ALE) – Filosofia
- Paul Reuter (FR) – Dret públic internacional

### 1982
- Jean-Baptiste Duroselle (FR) – Ciències socials
- Kenneth Vivian Thimann (GB / EUA) – Botànica pura i aplicada
- Massimo Pallottino (IT) – Arqueologia

### 1983
- Edward Shils (EUA) – Sociologia
- Ernst Mayr (ALE / EUA) – Zoologia
- Francesco Gabrieli (IT) – Orientalisme

### 1984
- Jan Hendrik Oort (NL) – Astrofísica
- Jean Starobinski (SUI) – Història i crítica de la literatura
- Sewall Wright (EUA) – Genètica

### 1985
- Ernst Gombrich (AUT / GB) – Història de l'art d'Occident
- Jean-Pierre Serre (FR) – Matemàtiques

### 1986
- Hoher Flüchtlingskommissar der Vereinten Nationen – Humanitat, pau i fraternitat entre els pobles
- Jean Rivero (FR) – Drets bàsics de la personalitat
- Otto Neugebauer (AUT / EUA) – Història de la ciència
- Roger Revelle (EUA) – Oceanografia, climatologia

### 1987
- Jerome Bruner (EUA) – Psicologia humana
- Phillip Tobias (ZA) – Antropologia física
- Richard W. Southern (GB) – Història de l'edat mitjana

### 1988
- Michael Evenari (IL) i Otto Ludwig Lange (ALE) – Botànica aplicada
- René Etiemble (FR) – Literatura comparativa
- Shmuel N. Eisenstadt (IL) – Sociologia

### 1989
- Emmanuel Levinas (FR / LT) – Filosofia
- Leo Pardi (IT) – Etologia
- Martin Rees (GB) – Alta energia - Astrofísica

### 1990
- James Freeman Gilbert (EUA) – Geofísica
- Pierre Lalive d'Epinay (SUI) – Dret privat internacional
- Walter Burkert (ALE) – Arqueologia

### 1991
- Abbé Pierre (FR) – Humanitat, pau i fraternitat entre els pobles
- György Ligeti (HO / AUT) – Música
- John Maynard Smith (GB) – Genètica i evolució
- Vitorino Magalhães Godinho (PT) – Història: Aixecament d'Europa els segles XV i XVI

### 1992
- Armand Borel (SUI / EUA) – Matemàtiques
- Ebrahim M. Samba (GAM) – Medicina preventiva
- Giovanni Macchia (IT) – Història i crítica de la literatura

### 1993
- Jean Leclant (FR) – Art i arqueologia de l'antiguitat
- Lothar Gall (ALE) – Història: Societats dels segles XIX i XX
- Wolfgang H. Berger (ALE / EUA) – Paleontologia amb especial atenció dels aspectes oceanogràfics

### 1994
- Fred Hoyle (GB) i Martin Schwarzschild (ALE / EUA) – Astrofísica (evolució dels estels)
- Norberto Bobbio (IT) – Ciència del dret i política (governabilitat de les democràcies)
- René Couteaux (FR) – Biologia (estructura de les cèl·lules, amb especial atenció del sistema nerviós)

### 1995
- Alan J. Heeger (EUA) – Ciència dels materials
- Carlo Maria Cipolla (IT) – Història de la ciència
- Yves Bonnefoy (FR) – Història i crítica de les belles arts en Europa (d'ençà de l'edat mitjana fins a la modernitat)

### 1996
- Arno Borst (ALE) – Història: Cultura de l'edat mitjana
- Arnt Eliassen (NO) – Meteorologia
- Comitè Internacional de la Creu Roja – Humanitat, pau i fraternitat entre els pobles
- Stanley Hoffmann (AUT / EUA / FR) – Ciències polítiques: relacions internacionals actuals

### 1997
- Charles Gillispie (EUA) – Història i filosofia de la ciència
- Stanley Jeyaraja Tambiah (LK / EUA) – Ciències socials: antropologia social
- Thomas Wilson Meade (GB) – Epidemiologia

### 1998
- Andrzej Walicki (PL / EUA) – Història: Història social i cultural del món eslau d'ençà de Caterina la Gran fins a les revolucions russes de 1917
- Harmon Craig (EUA) – Geoquímica
- Robert May (GB / AU) – Biodiversitat

### 1999
- John Elliott (GB) – Història moderna dels segles XVI a XVIII
- Luigi Luca Cavalli-Sforza (IT / EUA) – Investigació de Ciències naturals de l'origen de l'home
- Michail Gromow (RU / FR) – Matemàtiques
- Paul Ricœur (FR) – Filosofia

### 2000
- Abdul Sattar Edhi (PAK) – Humanitat, pau i fraternitat entre els pobles
- Ilkka Hanski (FI) – Ciències mediambientals
- Martin Litchfield West (GB) – Antiguitat clàssica
- Michael Stolleis (ALE) – Història del Dret de l'edat moderna
- Michel Mayor (SUI) – Instrumentació i tècniques en astronomia i astrofísica

### 2001
- Claude Lorius (FR) – Climatologia
- James Sloss Ackerman (EUA) – Història de la arquitectura (inclòs urbanisme i disseny de paisatges)
- Jean-Pierre Changeux (FR) – Ciències neurològiques cognitives
- Marc Fumaroli (FR) – Història i crítica de la literatura d'ençà de 1500

### 2002
- Anthony Grafton (EUA) – Història de las Ciències Humanes
- Dominique Schnapper (FR) – Sociologia
- Walter Jakob Gehring (SUI) – Biologia del desenvolupament
- Xavier Le Pichon (FR) – Geologia

### 2003
- Eric Hobsbawm (GB) – Història europea d'ençà de 1900
- Reinhard Genzel (ALE) – Astronomia infraroja
- Serge Moscovici (FR) – Psicologia social
- Wen-Hsiung Li (TW / EUA) – Genètica i evolució

### 2004
- Colin Renfrew (GB) – Arqueologia prehistòrica
- Comunitat de Sant Egidi (IT) – Humanitat, pau i fraternitat entre els pobles
- Michael Marmot (GB) – Epidemiologia
- Nikki R. Keddie (EUA) – El món islàmic d'ençà del final del segle xix fins al final del segle XX
- Pierre Deligne (BE) – Matemàtiques

### 2005
- Lothar Ledderose (ALE) – Història del art en Àsia
- Peter Hall (GB) – Història social i cultural urbanística d'ençà del començament del segle XVI
- Peter R. Grant i Rosemary Grant (GB) – Biologia de la població
- Russel J. Hemley (EUA) i Ho-kwang Mao (EUA / Xina) – Física dels minerals

### 2006
- Ludwig Finscher (ALE) – Història de la música oriental d'ençà de 1600
- Quentin Skinner (GB) – Història i teoria del pensament polític
- Paolo de Bernardis (IT) i Andrew E. Lange (EUA) – Astronomia i astrofísica observacional
- Elliot Meyerowitz (EUA) i Christopher R. Somerville (EUA) – Genètica molecular de las plantes

### 2007
- Rosalyn Higgins (GB) – Dret dels pobles des de 1945
- Sumio Iijima (JP) – Nanociències
- Michel Zink (FR) – Literatura europea (1000–1500)
- Jules Hoffmann (FR) i Bruce Beutler (EUA) – Immunitat innata
- Karlheinz Böhm (AUT) – Humanitat, pau i fraternitat entre els pobles

### 2008
- Maurizio Calvesi (IT) – Història de les arts plàstiques d'ençà de 1700
- Thomas Nagel (EUA) – Filosofia pràctica
- Ian H. Frazer (AUS) – medicina preventiva, inclosos els vaccins
- Wallace S. Broecker (EUA) – ciència del clima: canvi climàtic

### 2009
- Terence Cave (GB) – Literatura d'ençà de 1500
- Michael Grätzel (ALE / SUI) – Ciència dels materials
- Brenda Milner (GB / CAN) – Ciències neurològiques cognitives
- Paolo Rossi Monti (IT) – Història de la ciència

### 2010
- Manfred Brauneck (ALE) – Història del teatre en totes les seves formes d'expressió
- Carlo Ginzburg (IT) – Història d'Europa (1400–1700)
- Jacob Palis (BRA) – Matemàtiques pures o aplicades
- Shinya Yamanaka (JP) – Biologia i aplicacions potencials de les cèl·lules mare

### 2011
- Peter Brown (IRL) – Història de l'antiguitat grecoromana
- Bronislaw Baczko (PL) – El temps de la instrucció
- Russell Scott Lande (EUA) – Biologia teòrica o bioinformàtica
- Joseph Silk (GB / EUA) – L'univers inicial (d'ençà del temps de Planck fins a les primeres galàxies)

### 2012
- David Baulcombe (GB) – Epigenètica
- Ronald Dworkin (EUA) – Teoria i Filosofia del Dret
- Kurt Lambeck (AUS) – Ciències de la terra sòlida
- Reinhard Strohm (ALE) – Musicologia

### 2013
- Andre Vauchez (FR) - Història medieval
- Manuel Castells (ES) - Sociologia i internet
- Alain Aspect (FR) - Processament i comunicació d'informació quàntica
- Pascale Cossart (FR) - Malalties infeccioses

### 2014
- Mario Torelli (IT) - Arqueologia clàssica
- Ian Hacking (CAN) - Epistemologia i Filosofia de la ment
- David Tilman (EUA) - Ecologia de les plantes (pura i/o aplicada)
- Dennis Sullivan (EUA) - Matemàtiques pures i aplicades
- Vivre en Famille (FR) - Humanitat, pau i fraternitat entre els pobles

### 2015
- Hans Belting (ALE) - Història del art europeu
- Joel Mokyr (EUA/ISR) - Història econòmica
- Francis Halzen (BE/EUA) - Astrofísica de partícules
- David Karl (EUA) - Oceanografia

### 2016
- Piero Boitani (IT) - Literatura comparativa
- Reinhard Jahn (ALE) - Neurociència molecular i cel·lular incloent aspectes neurodegeneratius i de desenvolupament
- Federico Capasso (IT) - Fotònica aplicada
- Robert Keohane (EUA) - Relaciones internacionals: Història i teoria

### 2017
- Aleida Assmann i Jan Assmann (ALE) - Memòria col·lectiva
- Bina Agarwal (IN/GB) - Estudis de gènere
- Robert D. Schreiber i James P. Allison (EUA) - Immunologia en la teràpia del càncer
- Michaël Gillon (BE) - Sistema planetari solar i planetes extra-solares

### 2018
- Jürgen Osterhammel (ALE) - Història global
- Marilyn Strathern (GB) - Antropologia social
- Eva Kondorosi (HO) - Ecologia química
- Detlef Lohse (ALE) - Dinàmica de fluids
- Terre des Hommes (SUI) - Humanitat, pau i fraternitat entre els pobles.

### 2019
- Jacques Aumont (FR) - Filmologia
- Michael Cook (GB) - Estudis sobre l'islam
- Luigi Ambrosio (IT) - Equacions diferencials parcials
- Grupo de investigación científica DZL (ALE) - Fisiopatologia respiratòria

### 2020
- Antônio Augusto Cançado Trindade (BRA) - Drets humans
- Joan Martínez Alier (ES) - Reptes mediambientals: respostes de les ciències socials i les humanitats
- Jean-Marie Tarascon (FR) - Reptes mediambientals: ciència dels materials per a les energies renovables
- Susan Trumbore (ALE)/(EUA) - Dinámica del sistema terrestre

### 2021
- Saul Friedländer (IS-EUA) - Estudi de l'Holocaust i el genocidi
- Jeffrey I. Gordon (EUA) - Microbioma en la salut i en la malaltia
- Alessandra Buonanno (IT-EUA) i Thibault Damour (FR) - Gravetat: aspectes físics i astrofísics